# 齿纹凹梭螺
齿纹凹梭螺（学名：Crenavolva traillii）为梭螺科凹梭螺属的一种。

## 分佈
本物種分佈於西太平洋的日本、中国大陆（包括廣東南澳、汕尾）、台湾、菲律宾及澳大利亚等地的大陆沿岸以及阿拉伯半島東岸。
常生活于水深30-50m的潮下带海底。该物种的模式产地在菲律宾的马尼拉湾。

## 外部連結
- 維基物種上的相關：齿纹凹梭螺